# Nguyễn Đình Tú (nhà văn)
Nguyễn Đình Tú là nhà văn quân đội, hiện đang công tác tại Tạp chí Văn nghệ quân đội. Ông đã từng kinh qua các vị trí như Biên tập viên văn xuôi, Trưởng ban Văn xuôi, Phó tổng biên tập, hiện ông đang là Trưởng ban sáng tác của Tạp chí Văn nghệ quân đội .

## Tiểu sử
Nguyễn Đình Tú sinh năm 1974, quê tại Kiến An, Hải Phòng. Ông là một nhà văn hiện đang công tác tại Tạp chí Văn nghệ quân đội, Tổng cục chính trị, Bộ Quốc phòng. Ông tốt nghiệp Đại học Luật Hà Nội năm 1996, sau 5 năm công tác trong ngành Kiểm sát Quân sự, năm 2000, nhà văn Nguyễn Đình Tú đầu quân về Văn nghệ Quân đội.
Bắt đầu nổi tiếng từ Tác phẩm "Tuổi xanh" trên báo Tiền phong, những năm đầu thập kỷ 90 thế kỷ trước, cái tên Nguyễn Đình Tú đã nổi lên như một hiện tượng văn chương đầy triển vọng. Trải qua bao thăng trầm, cuối cùng tác phẩm của anh đã thu hút được độc giả và giới phê bình nghiên cứu. Hai sáu tuổi trình làng tiểu thuyết đầu tay cùng vài tập truyện ngắn, ngay lập tức, anh trở thành cây bút trẻ nhất được trao giải trong cuộc thi tiểu thuyết 1998 - 2002 do Hội Nhà văn và Bộ công an tổ chức. Các truyện ngắn của Nguyễn Đình Tú có thời kỳ được đăng liên tục trên các tờ báo uy tín như: Văn nghệ Quân đội, Văn nghệ, Thanh niên, Báo Tuổi Trẻ, Tiền Phong ,... và làm tốn không ít giấy mực trong giới phê bình. Những giải thưởng liên tục đến với Nguyễn Đình Tú, tính đến giờ, số giải thưởng văn học mà anh nhận được cũng xấp xỉ bằng số năm cầm bút.. Trong cuộc trả lời phỏng vấn trên VN Express, Nguyễn Đình Tú chia sẻ: "Văn học nói về cái mất mát để giữ gìn, nói về nước mắt để hạnh phúc, nói về khiếm khuyết để hoàn thiện". Người đọc có thể nhận thấy hàng loạt những hiện tượng xã hội dị biệt và độc đáo trong tác phẩm của anh như:" Lên đồng, Chầu văn, Thuốc lắc, Quần hôn, Đồng tính, Giết chóc..." Đó là những ngổn ngang của hiện thực cuộc sống hiện nay – những ngổn ngang không thể chối từ với nhà văn thế hệ 7X này. 

## Các giải thưởng
- Giải thưởng văn học:

Giải thưởng truyện ngắn Tạp chí Văn nghệ quân đội, năm 1999.
Giải thưởng tiểu thuyết Bộ Công an phối hợp với Hội Nhà văn Việt Nam, năm 2002.
Giải thưởng văn học 5 năm Bộ Quốc phòng, năm 2004.
Giải thưởng văn học 10 năm Bộ Công an, năm 2009.
Giải thưởng Hội nhà văn Việt Nam
Và rất nhiều giải thưởng truyện ngắn, thơ, bút ký khác.

## Phong cách
Tác phẩm của Nguyễn Đình Tú đề cập nhiều lĩnh vực, từ chiến tranh đến trinh thám hình sự, từ tính dục đến thiếu nhi, từ lịch sử đến fantasy, nhân vật trong tác phẩm của ông rất phong phú, đặc biệt là những người trẻ. Truyện của ông thường có cốt truyện hấp dẫn, gay cấn vì thế đã có ba tác phẩm được dựng thành phim, đó là phim Lời sám hối muộn màng (dựng từ tiểu thuyết Hồ sơ một tử tù), Hương Ga (dựng từ tiểu thuyết Phiên bản), Thung lũng tử thần (dựng từ truyện dài Cánh rừng không yên ả).
Tiểu thuyết Nguyễn Đình Tú mang đậm cảm hứng nhân văn trong việc chăm chú đi tìm và giải mã "cái tôi bí ẩn". Văn chương Nguyễn Đình Tú ngày càng mới mẻ, thể hiện được sự trải nghiệm cũng như bản lĩnh của một cây bút đã trưởng thành.
Theo luận văn của Lê Thị Xiêm, sức hấp dẫn của tiểu thuyết Nguyễn Đình Tú là ở chỗ nhà văn đã đưa hơi thở của cuộc sống đương đại, đặc biệt là đời sống của giới trẻ vào trong tác phẩm. Mỗi tác phẩm là một hiện thực và không gian nghệ thuật riêng với một cách xử lí riêng, một giọng điệu riêng, một văn phong riêng. Vì thế, tác phẩm của ông không chỉ được giới độc giả trẻ quan tâm mà còn thu hút độc giả ở mọi lứa tuổi, mọi trình độ. Đó là một trong những thành công đáng ghi nhận trong quá trình sáng tác của nhà văn Hải Thành này.
Theo vnexpress: Nhắc đến Nguyễn Đình Tú, người ta nhớ đến một nhà văn với cái nhìn gai góc, cách xây dựng nhân vật phức tạp, đa dạng và có chiều sâu nội tâm.
Với phong cách sáng tác độc đáo, đa thanh, đa diện, đa dạng, nhà văn Nguyễn Đình Tú đang được các học viên cao học chuyên ngành văn học tìm đọc và viết luận văn nhiều nhất trong số các nhà văn 7x hiện nay. Các công trình nghiên cứu về tác phẩm của Nguyễn Đình Tú (khóa luận, luận văn) hiện có rất nhiều trong thư viện các trường đại học trên cả nước.

## Tác phẩm
°Các tập truyện ngắn:
- Bên bờ những dòng chảy (2001)
- Không thể nào khác được (2002);
- Nỗi ám ảnh khôn nguôi (2003);
- Chuyện của lính
- Điệu mambo hư ảo
- Những chàng trai sống cùng hoa săng đắng
- Đoản Khúc Mùa Thu
- Những Bước Nhảy Trong Đêm
- Thanh Tẩy
- Trong tù ngoài tội (bút ký)
- Đối thoại tướng và lính (ký)

°Những tiểu thuyết đã xuất bản:
- – Hồ sơ một tử tù (2002) (Đã được chuyển thể thành phim với tên "Lời sám hối muộn màng")
- – Nháp (2008);
- – Phiên bản (2009) (Đã được chuyển thể thành phim với tên "Hương Ga")
- – Bên dòng Sầu Diện (2007)
- – Kín (2010)
- – Hoang Tâm
- – Xác phàm
- – Giọt sầu đa mang
- – Cô Mặc Sầu

Gần đây, Nguyễn Đình Tú hướng đến các độc giả ở tầm tuổi teen với những tác phẩm:
- Thế gian màu gì
- Ba nàng lính ngự lâm
- Chú bé đeo ba lô màu đỏ
- Bãi săn (Phần 1: Giếng cổ, Phần 2: Phản đồ)

## Đánh giá tác phẩm
- Hồ sơ một tử tù:                                                                                                                                                                                                                                                       Nhà văn Khuất Quang Thụy nhận xét:                                                                                                                                                                                                                       "Đọc xong cuốn tiểu thuyết đầu tay của Nguyễn Đình Tú, tôi nghĩ đến một khái niệm còn khá mới mẻ với nền văn học nước ta, đó là loại Tiểu thuyết tội phạm học. Cũng phải nói ngay rằng đây cũng chỉ là một khái niệm tương đối mà chúng tôi nghĩ tới trong khi tìm cách tiếp cận cuốn tiểu thuyết đầu tay này của một tác giả trẻ. Nếu bạn không đồng ý với khái niệm này thì cũng chả sao, bạn có thể có một cách hình dung khác để tiếp cận tác phẩm kể trên và có thể cũng sẽ có được những kiến giải lý thú. Xung quanh hình tượng trung tâm, Nguyễn Đình Tú đã có những thành công nhất định khi xây dựng nên hàng loạt nhân vật phụ, tạo nên sự đa dạng về nhân cách trên cái nền chung của xã hội nước ta ở vào một giai đoạn nhập nhằng giữa quá khứ và hiện tại. Qua những nhân vật này, chúng ta có được sự hình dung về cuộc sống của những làng quê nghèo, của trường đại học và cả một phần xã hội của những con người sống mấp mé giữa lằn ranh đen - trắng, đó là thế giới của những kẻ tội phạm và những người có thể trở thành tội phạm bất kỳ lúc nào. Cái ranh giới giữa có tội và không có tội ở đây thật mỏng manh. Triết lý Nhân - Quả, Thiện - Ác của đạo Phật, tình thương Cơ đốc giáo và những quan niệm đạo đức truyền thống cũng đã được tác giả huy động để làm rõ thêm cái vùng còn mờ nhoè bất cập của những thứ lý luận khô khan, duy lý về luật pháp, về tội ác và sự trừng phạt và về nhiều thứ oái oăm, nhiêu khê do con người đặt ra để tự ràng buộc mình và ràng buộc đồng loại nữa."
- Phiên bản:
- Nhà văn Ma Văn Kháng nhận xét:
- Thế giới tội phạm, một lát cắt của đời sống hiện thực! Của đời sống hiện thực! Xa lạ chăng chỉ là, ở nơi đây không có cái thường quy, cái phổ biến. Thống trị ở nơi đây là cái hỗn mang chi sơ, là những bản năng kinh thiên động địa, là cái ác độc, là thói tàn bạo thâm căn. Thế giới tội phạm! Một bước lùi của lịch sử nhân loại!  - Nhà văn không viết chỉ bằng cảm hứng. Ortega Y Gasset, tiểu thuyết gia Tây Ban Nha nói đại ý: Chiếc rìu của một tiều phu giỏi chẳng có nghĩa lý gì trên một sa mạc không cây cối. Muốn viết được một cái gì đó cho ra hồn, nhà văn phải có chất liệu và đừng tưởng chất liệu là cái vốn tự có, là nước ở cái giếng sâu không đáy, là vỉa quặng vô tận, thả sức đào bới. Một cốt truyên hay! Trước nay tôi vẫn là kẻ bảo thủ, khi cho rằng, cốt truyện, với tổng số các tình tiết éo le, giàu kịch tính cùng các nhân vật có số phận độc đáo của nó, chính là cái khung thép cần có để làm chỗ dựa cho tất cả, là một nhu cầu, là cái khôn ngoan đặc biệt của tiểu thuyết, của truyện dài; vậy thì tội gì mà không tận dụng; huống hồ đây là một tiểu thuyết thuộc dòng hành động và tâm lý. Tất nhiên, cốt truyện hay của Phiên bản chỉ là một mặt mạnh và như một lẽ phải thông thường, đó cũng không phải là mặt chủ yếu nhất của cuốn tiểu thuyết này. Bởi vì, điều đáng kể hơn, sâu sắc hơn còn là, sau cái nhu cầu được nhìn thấy, được hình dung ra nhân vật trong diễn tiến của các sự kiện nối tiếp, người đọc tiểu thuyết còn cái khát khao là được lặn ngụp trong cái vùng còn đang vô cùng mung lung, bí ẩn, mơ hồ của suy tưởng.[4]
- Bãi Săn

- Bãi săn của Nguyễn Đình Tú là cuốn sách có chất fantasy về những người thú nhưng vẫn đem được hơi hướng của sử Việt vào câu chuyện. Cuốn sách nhận được nhiều lời khen của truyền thông và độc giả. Cuốn tiểu thuyết này của nhà văn Nguyễn Đình Tú được ví như Harry Potter của Việt Nam. "Bãi săn" gồm 2 phần "Giếng cổ" và "Phản đồ", nội dung được xây dựng đan xen giữa không gian mộng và thực, thời gian quá khứ và hiện tại vô cùng tinh tế, khéo léo, Nguyễn Đình Tú khiến người đọc hoàn toàn bị thu hút và không thể rời sách cho đến trang cuối cùng để thỏa mãn những tò mò.Bên cạnh việc xây dựng nội dung, tình tiết tài tình, yếu tố giải trí hấp dẫn, điểm độc đáo tạo nên sự khác biệt của "Bãi săn" chính ở việc tác giả tạo nên mạch lịch sử dân tộc xuyên suốt. Đó là những câu chuyện về quá trình lịch sử phát triển của đất nước, bắt đầu từ triều đại nhà Lý. Sự kết hợp nhuần nhuyễn giữa huyền sử, văn hóa - văn học dân gian của dân tộc trong bối cảnh một thế giới hiện đại, giả tưởng tạo nên sự tròn vẹn cho cuốn tiểu thuyết.
- Tiến sĩ Nguyễn Thanh Tâm công tác tại Ban Lý luận phê bình, Tạp chí Văn nghệ quân đội từng đánh giá trong một bài viết đăng trên vanvn.vn về "Bãi săn": "Bộ tiểu thuyết đã mang đến cho độc giả những trải nghiệm văn chương, lịch sử, văn hóa vừa huyền ảo vừa đầy gợi mở, thúc đẩy trí tưởng tượng và khao khát tìm hiểu những vùng khuất mờ, ảo ảnh của lịch sử, văn hóa. Nghĩa là, độc giả có cơ hội được sống nhiều hơn, sinh động hơn qua từng trang sách". 
- Cô Mặc Sầu:

Cô Mặc Sầu không chỉ là câu chuyện về một vụ án. Đó còn là câu chuyện về nỗi cô đơn của những con người bị cuốn vào vòng xoáy của tham, sân, si, hỉ, nộ, ái, ố ở đời. Họ tìm cách chạy trốn thị thành phồn hoa, tìm đến thung lũng hoang vắng để gặm nhấm nỗi cô đơn. Trong cuộc hành trình ấy, dù tìm lại hay đánh mất chính mình sau chuyến đi, các nhân vật không còn cảm thấy cô đơn nữa.
Điều thú vị là nhà văn Nguyễn Đình Tú lại sử dụng thể loại tiểu thuyết trinh thám để viết nên "câu chuyện số phận" trong Cô Mặc Sầu. Lồng ghép trong câu chuyện về những vị khách du lịch trẻ tuổi là những vụ án giết người liên tiếp xảy ra ở thung lũng xinh đẹp này. Những bí mật được nhà văn "ngụy trang" một cách khéo léo cho tới trang cuối cùng sẽ khiến độc giả không khỏi bất ngờ. Đan xen những câu chuyện đời thường của các nhân vật là quá trình phá án đầy cam do của các chiến sĩ cảnh sát hình sự.
Là một nhà văn đa dạng và nhiều biến hóa trong cách thể hiện, Nguyễn Đình Tú đã kết hợp khéo léo hai tuyến tự sự song hành trong một cuốn tiểu thuyết. Tuyến thứ nhất là văn phong mang đầy tính nghệ thuật của tiểu thuyết. Tuyến tự sự thứ hai là các văn bản Thỉnh thị án của cơ quan công an. Hai thể loại này tuy có nhiều khác biệt nhưng dưới ngòi bút của Nguyễn Đình Tú chúng đã hòa quyện một cách rất mượt mà. Cô Mặc Sầu đã đạt Giải B Cuộc thi Viết tiểu thuyết, truyện và kí về đề tài Vì an ninh Tổ quốc và bình yên cuộc sống (2012-2015) do Bộ Công an và Hội Nhà văn Việt Nam phối hợp tổ chức.
- Xác Phàm

- Nhà phê bình Trịnh Sơn: Xác phàm của Nguyễn Đình Tú là một cuốn tiểu thuyết phân vùng. Không đơn thuần phân chia theo địa lý, mà được cắt sâu bằng lưỡi dao của thời gian, tâm linh, lịch sử, giới tính và tâm hồn... Vượt khỏi địa hạt thế mạnh là hiện thực, văn Nguyễn Đình Tú trong Xác phàm thiên về cảm luận và bay bổng lâng lâng giữa đường biên tam giác lãng mạn - tượng trưng - huyền ảo.
- Nhà phê bình Bùi Việt Thắng: Với Xác phàm, tác giả có vẻ như đã làm chủ được cái khả năng "thông linh" các hình thức thể hiện nghệ thuật đời sống của tiểu thuyết hiện đại... Đi vào thế giới tâm linh con người, như cách Nguyễn Đình Tú thực hiện bằng tiểu thuyết, theo tôi, là một cuộc thám hiểm, nên phải chấp nhận mạo hiểm. Nhưng sự phiêu lưu, mạo hiểm bao giờ cũng gây men hứng thú, thậm chí trở thành "hưng cảm" trong hành xử của con người. Tôi nghĩ, nếu nói về cảm hứng chủ đạo xui khiến sự viết của ngòi bút tác giả, trong trường hợp này, chính là một năng lượng "hưng cảm". Tác giả đã truyền cái chất men say nồng ấy sang nhân vật cho đến tận "chân tơ kẽ tóc", không trừ ai...
- Nhà văn Đào Bá Đoàn: Xác phàm - thực ra là một dòng sông ký ức cuộn chảy của dân tộc Việt - ấy là cuộc chiến vệ quốc; sự khốc hại của chiến tranh; cái nhân văn trong cảnh ngộ đó; những đớn đau mất mát của thân phận đàn bà; sự "lệch chuẩn" trong hoàn thiện nhân cách trẻ em - những cơn buồn và những vẻ đẹp hoang đường như một mê sảng của thế giới tiếp tục còn bị đẩy sâu vào vùng tăm tối - đường còn lắm mê loạn, cái đẹp còn còn bị dìm, bị tàn hại bởi bao tảng đá hộc; khát vọng nhân văn còn vời vợi và bản thân nó vẫn gây khát...
Một số tài liêụ về Nguyễn Đình tú
https://text.xemtailieu.com/tai-lieu/dac-diem-tieu-thuyet-nguyen-dinh-tu-full-549180.html Lưu trữ ngày 26 tháng 5 năm 2019 tại Wayback Machine
https://text.xemtailieu.com/tai-lieu/nhan-vat-trong-tieu-thuyet-nguyen-dinh-tu-1217437.html Lưu trữ ngày 26 tháng 5 năm 2019 tại Wayback Machine
https://vnexpress.net/giai-tri/tieu-thuyet-moi-cua-nguyen-dinh-tu-dam-hoi-tho-nam-bo-3576418.html
https://news.zing.vn/nguyen-dinh-tu-tap-tan-van-khong-dai-dien-cho-van-hoc-tre-post642312.html Lưu trữ ngày 27 tháng 5 năm 2019 tại Wayback Machine

## Lời bình văn học

#### Đoàn Minh Tâm
"Truyện ngắn của Nguyễn Đình Tú luôn tiềm ẩn trong mình những dấu hiệu cho phép chúng vẫy vùng, phá toang tấm áo chật hẹp đang khoác đặng vươn lên một tầm cao mới: Tầm cao của thể loại tiểu thuyết. Dấu hiệu trước nhất là ở biên độ rộng của đề tài." 

#### Nhà văn Chu Lai
"Truyện ngắn của anh có hơi hướng tiểu thuyết ngọ nguậy bên trong" 

#### Nhà phê bình Bùi Việt Thắng
"Truyện ngắn của Nguyễn Đình Tú có cái gì thẳng băng gọn ghẽ quá." (VNQĐ số 620+621)

#### PGS.TS Bùi Thanh Truyền
"Những cuộc chơi kì thú thường đi liền với ít nhiều phiêu lưu, mạo hiểm. Việc rẽ vào địa hạt văn chương cho tuổi thơ của Nguyễn Đình Tú có thể xem là chuyến du hí như thế. Đây không giản đơn chỉ là tính đa dạng của đề tài, sự biến ảo, linh hoạt trong lối viết, mà trên hết là sự đắm đuối, hết lòng với tuổi thơ, với văn học cho thiếu nhi nước nhà ở cây bút quân đội này".